# Eptatretus goliath
Eptatretus goliath – gatunek bezżuchwowca z rodziny śluzicowatych (Myxinidae).

## Zasięg występowania
Południowo-wschodni Ocean Spokojny, Nowa Zelandia.

## Cechy morfologiczne
Osiąga maksymalnie 127,5 cm długości. 7 par worków skrzelowych. 92 gruczoły śluzowe, 14–15 przedskrzelowych, 57–58 tułowiowych i 13–14 ogonowych. Fałda brzuszna wyraźna.

## Biologia i ekologia
Występuje na głębokości do 811 m. Samica składa około tuzina niewielkich jaj o wymiarach 14 x 45 mm, pozbawionych włókien i haczyków.